# 1850 في إيطاليا
فيما يلي قوائم الأحداث التي وقعت خلال عام 1850 في إيطاليا.

## ظهور
- 1 يناير – ريغوليتو

## مواليد

### أبريل
- 5 أبريل – إينريكو مازانتي فنان إيطالي.

### مايو
- 16 مايو – إيدا باتشيني كاتبة إيطالية.

### أغسطس
- 27 أغسطس – أوغستو ريغي فيزيائي إيطالي.

### سبتمبر
- 4 سبتمبر – لويجي كادورنا

### نوفمبر
- 7 نوفمبر – إميليو بيسي نحات إيطالي.

## وفيات

### يوليو
- 23 يوليو – فيسنتي فيليسولا (مواليد 1789)

### أكتوبر
- 11 أكتوبر – لويز ملكة بلجيكا (مواليد 1812)